# Astyanax jordani
Astyanax jordani ist ein blinder Höhlensalmler aus der Salmlerfamilie Acestrorhamphidae. Er ist eine von möglicherweise nur zwei augenlosen Arten aus der Astyanax-fasciatus-Gruppe. Er ist ein Süßwasserfisch von bis zu 10 cm Länge.

## Namen und Identität
Ursprünglich wurde die Art als Anoptichthys jordani beschrieben, eine Zeitlang dann aber nur als blinde Höhlenform der oberirdisch vorkommenden Art Astyanax mexicanus angesehen, die ihrerseits teilweise nur als Unterart A. fasciatus mexicanus betrachtet wurde. Mitunter wurde der Status der blinden Höhlenform aber auch als Unterart akzeptiert (A. mexicanus jordani). Auch in heutigen Zeiten mit genetischen Überprüfungsmöglichkeiten gibt es mehrere Anschauungen: Nach Ornelas-García et al. (2008), die überwiegend mitochondriale DNA, aber auch ein einzelnes Zellkern-Gen analysiert haben, haben wir es bei den blinden Höhlensalmlern mit zwei Arten zu tun. Die Panuco-Tuxpan-Formen werden von den Autoren A. jordani zugeordnet (hierunter fällt auch das Taxon Anoptichthys antrobius Álvarez, 1946 aus der Höhle El Pachon) und die zweite Art, welche die Sabinos-Aguanaval-Mezquital-Formen zusammenfasst, rechnen sie A. hubbsi zu. Strecker et al. (2011) analysierten neben mitochondrialer DNA auch Microsatelliten-Loci und kamen zu dem Ergebnis, dass die mexikanischen Höhlenformen nur eine Art repräsentieren, die A. jordani heißen muss. Demgegenüber fanden auch Dowlings et al. (2002) heraus, dass die Ausbildung von Höhlenformen mehrmals unabhängig voneinander geschehen sein muss.

## Verbreitung
Die Art ist aus unterirdischen Gewässern bewaldeter Gebirgsregionen im südöstlichen San Luis Potosí in Mexiko bekannt, wie z. B. der Chica Cave, Molino Cave und Pachon Cave. Rechnet man das Verbreitungsgebiet des Taxons A. hubbsi hinzu, erweitert sich die Verbreitung auf den Bereich der Höhlen Sabinos, Aguanaval und Mezquital.

## Merkmale
Sie haben eine typische Salmlergestalt. Wie bei den meisten Höhlenfischen können auch bei A. jordani die Pigmente nahezu vollständig zurückgebildet sein, wodurch die Tiere weiß erscheinen. Durch das Leben in lichtlosen Gewässern haben sich bei diesen Salmlern auch die Augen vollständig zurückgebildet. Allerdings sind nicht alle Höhlen völlig lichtlos, weshalb es graduelle Abstufungen bei der Ausprägung der Pigment- und Augenreduzierung gibt. Salmler aus den Höhlen Sabinos, Tinaja, Pachón und Yerbaniz sind völlig weiß und haben stark zurückgebildete Augen. Fische aus Caballo Moro, den Höhlen Chica und Micos zeigen eine variable Reduzierung von Pigmenten und Augen.